# Fotbal
Fotbal (z anglického football, foot = noha, ball = míč), též kopaná, je kolektivní míčová hra, která je nejpopulárnějším kolektivním sportem na světě.
Ve fotbale hrají dvě družstva po jedenácti hráčích na obdélníkovém, nejčastěji travnatém hřišti. Jejich cílem je dosáhnout více branek (gólů) než soupeř. Branky je dosaženo tehdy, když míč přejde brankovou čáru mezi tyčemi branky celým objemem. Hraje se hlavně nohama, ale hráči mohou k hraní míčem používat libovolné části těla kromě rukou a paží. Pouze brankář (tzn. jeden z hráčů, odlišený barvou dresu) může v blízkosti vlastní branky hrát i rukama.

## Průběh a způsob hry

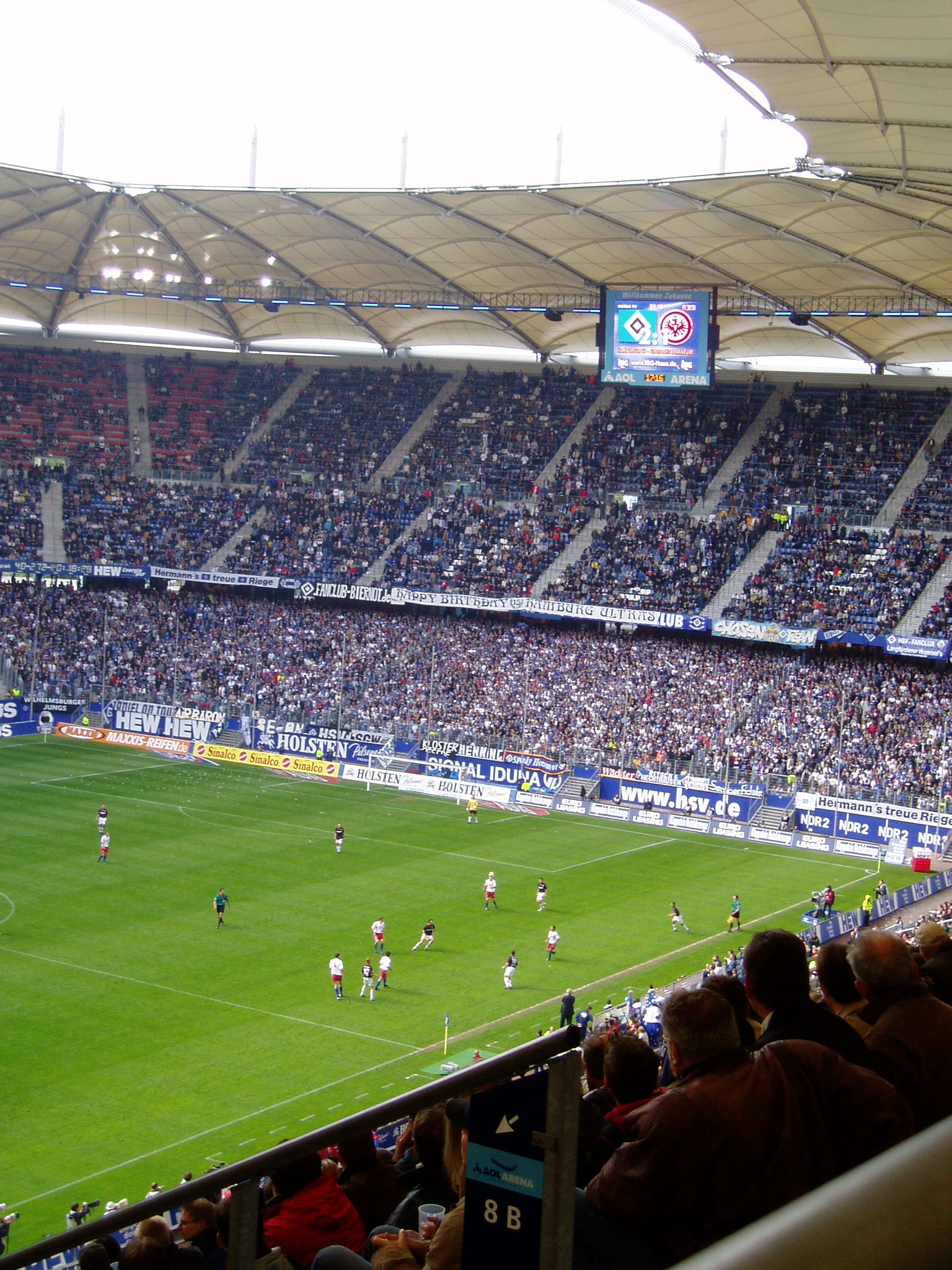
Fotbalový zápas (AOL-Arena, Hamburk, květen 2004)

Hry se účastní dva týmy, každý o jedenácti hráčích. Na hru dohlíží rozhodčí: hlavní rozhodčí se pohybuje mezi hráči na hrací ploše a má plnou odpovědnost k řízení zápasu; je vybaven píšťalkou, kterou signalizuje zahájení a přerušení hry. Těsně za okrajem hrací plochy na delších okrajích hřiště se pohybují dva asistenti rozhodčího, kteří hlavnímu rozhodčímu praporkem signalizují některé druhy porušení pravidel, nemají však samostatnou rozhodovací pravomoc. V některých soutěžích jsou také dva další rozhodčí, tzv. brankoví rozhodčí, stojící mimo hřiště těsně vedle každé branky; ti do hry přímo nezasahují a nemají ani praporek, fungují jako poradci hlavního rozhodčího, s nímž jsou ve spojení minivysílačkou.
Hraje se jedním kulatým míčem, kterým hráči pohybují na hrací ploše: „driblováním“ (běháním s míčem ovládaným jemnými kopy), přihrávkami spoluhráčům a konečně střelbou na soupeřovu branku, kterou brání protivníkův brankář. Družstvo, které zrovna nemá pod kontrolou míč, se jej snaží získat: zachycením soupeřovy přihrávky nebo „napadáním“ soupeře, u kterého je míč; dovolený fyzický kontakt mezi hráči je však výrazně omezen.
Fotbalový zápas obecně probíhá plynule, přerušení jsou způsobena porušením pravidel (např. když se míč dostane mimo hrací plochu, když hráč mimo brankáře zahraje rukou, když při snaze o odebrání míče soupeři hráč protivníka kopne či jinak překročí dovolené způsoby napadání atd.) a hra po nich většinou jen s malým zdržením pokračuje dál. Hraje se celkem devadesát minut hrubého času (čas běží i v přerušené hře), s patnáctiminutovou přestávkou v polovině, po které si soupeři vymění poloviny hřiště. Na konci obou poločasů rozhodčí stanoví, kolik času se bude hrát nad rámec 45 minut, čímž se nahrazuje čas ztracený např. ošetřováním zraněných hráčů či střídáním. Typicky se jedná zhruba o jednu minutu na konci prvního poločasu a tři minuty na konci druhého poločasu.
Po skončení druhého poločasu je vítězem zápasu družstvo, které soupeři vstřelilo víc branek. V případě, že obě družstva obdržela stejný počet branek, končí zápas remízou; v některých soutěžích je však remíza nepřípustná a hra se musí rozhodnout, zpravidla prodloužením 2×15 minut a pokud ani poté není rozhodnuto, následuje penaltový rozstřel. V moderním fotbale padá poměrně málo branek, například na MS 2006 byl průměr 2,3 gólu na zápas.
Z jedenácti hráčů každého družstva je jeden podle pravidel určen jako brankář: má odlišnou barvu dresu a platí pro něj ta výjimka, že smí v okolí vlastní branky hrát míč rukama. Z hlediska pravidel jsou všichni ostatní hráči stejní, v praxi se však vyvinuly specializované funkce dané konkrétními schopnostmi jednotlivých hráčů, taktickými záměry a úkoly, které na hřišti plní:
- Jak už bylo uvedeno, má brankář za úkol bránit soupeři ve vstřelení gólu; většinu času proto setrvává v okolí vlastní branky.
- V zásadě podobný cíl mají hráči označovaní jako obránci (slangově „beci“ z anglického back): pohybují se spíše na vlastní polovině hřiště a ve svém pokutovém území a mají za úkol zejména zastavit přicházející soupeřův útok. V moderním pojetí hry však zejména krajní obránci pomáhají i při útoku.
- Záložníci tvoří středovou část družstva: pohybují se po celé ploše hřiště, podle potřeby se zapojují do obrany i útoku (ale i zde se užívá specializace na defenzivní a ofenzivní záložníky). Zejména středoví záložníci mívají za úkol „tvořit hru“: rozehrávat útočné akce, rozdělovat přihrávkami míče spoluhráčům atd., záložníky proto bývají technicky velmi schopní hráči.
- Útočníci mají za úkol zakončovat útočné akce a střílet soupeři góly. Pohybují se proto nejdále od vlastní branky a do obrany se zapojují jen zřídkakdy.

V současné době hrají hráči převážně v rozestavení 4-4-2 (4 obránci, 4 záložníci a 2 útočníci). Dříve se však hrávalo v rozestaveních 3-2-3-2 (80. léta), 4-2-4 (60. léta), 3-2-2-3 (30. léta) i 1-2-7 (19. století).
Rozdělení hráčů na jednotlivé posty a stanovení jejich úkolů a obecně herní taktiky je zodpovědností trenéra. Trenéři obou týmů při zápase pobývají nedaleko okraje hrací plochy (poblíž středu jednoho delšího okraje), udílejí rady a pokyny hráčům na hřišti a případně vyměňují hráče na hřišti za náhradníky. Mezi oběma lavičkami náhradníků se zdržuje čtvrtý rozhodčí, který řídí střídání, kontroluje dodržování pravidel osobami na lavičkách, a v případech zranění některého ze tří rozhodčích na hřišti může zraněného rozhodčího vystřídat.

## Historie

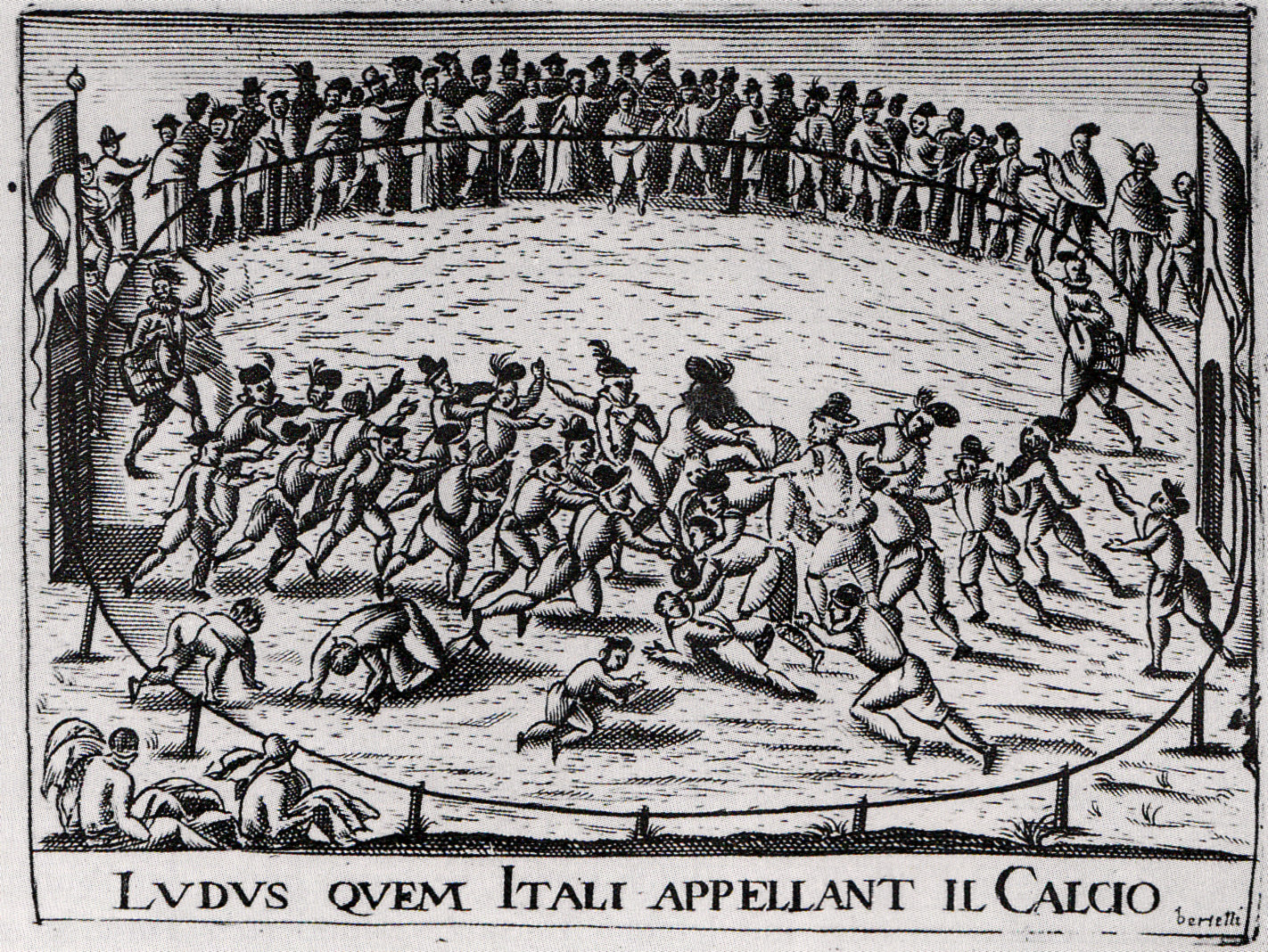
Předchůdce fotbalu ve Florencii 17. století

Existence hry podobné fotbalu je doložena až do období starověku: nejstarší takovou hrou bylo čínské cchu-ťü, hrané již ve 2. století př. n. l. V Řecku a Římě se hrálo mnoho míčových her, při některých se hrálo nohama. Jedním ze vzdálených předchůdců fotbalu je tak např. římská hra harpastum. Ve středověku se různé hry podobné fotbalu hrály po celé Evropě, jejich pravidla se však výrazně lišila místo od místa i v průběhu doby.
Vznik dnešního fotbalu má kořeny v Anglii 16. století. Tamní soukromé střední školy (public schools) v té době začaly žáky nutit ke sportu. Každá ze škol však používala vlastní pravidla, odrážející místní podmínky (velikost hřiště apod.), pravidla se navíc postupně měnila. Postupně vykrystalizovaly dvě hlavní formy fotbalu: v jedné verzi pravidel (používané např. v Rugby, Marlborough či Cheltenhamu) hráči míč po hřišti přenášeli rukama, v druhé verzi (např. na Etonu, Harrow, Westminsteru či Charterhouse) se upřednostňovalo kopání do míče.
V 40. letech 19. století Anglii zasáhl boom železniční dopravy. Tento technologický rozvoj umožnil pořádání soutěžních zápasů mezi jednotlivými školami. Avšak zatímco rozdíly v místních pravidlech atletiky byly nevýznamné, meziškolní zápasy ve fotbale byly kvůli zásadním rozdílům v pojetí hry prakticky nemožné. Proto se v roce 1848 sešlo 14 zástupců škol na jednání, jehož výsledkem byla první ucelená sada pravidel, tzv. Cambridgeská pravidla. Tato pravidla upřednostňovala kopání, bylo však dovoleno také čisté zachycení míče rukama.
Sjednocující tendence vyústily v založení The Football Association, prvního oficiálního fotbalového sdružení na světě, 26. října 1863. Po několika setkáních vytvořila asociace sadu pravidel, z nichž nakonec vypustila pravidla dovolující běh s míčem v ruce a držení a podrážení protivníka s míčem. Kvůli tomu zástupce Blackheathu asociaci opustil, a spolu s několika dalšími kluby v roce 1871 založil Rugby Football Union, čímž vzniklo ragby jako sport odlišný od kopané. I v pravidlech FA však byla některá ustanovení, která dnes zůstávají jen ve sportech jako ragby či americký fotbal. První pravidla také například ani nestanovovala počet hráčů či tvar míče; na tom se měli soupeři dohodnout před každým zápasem.

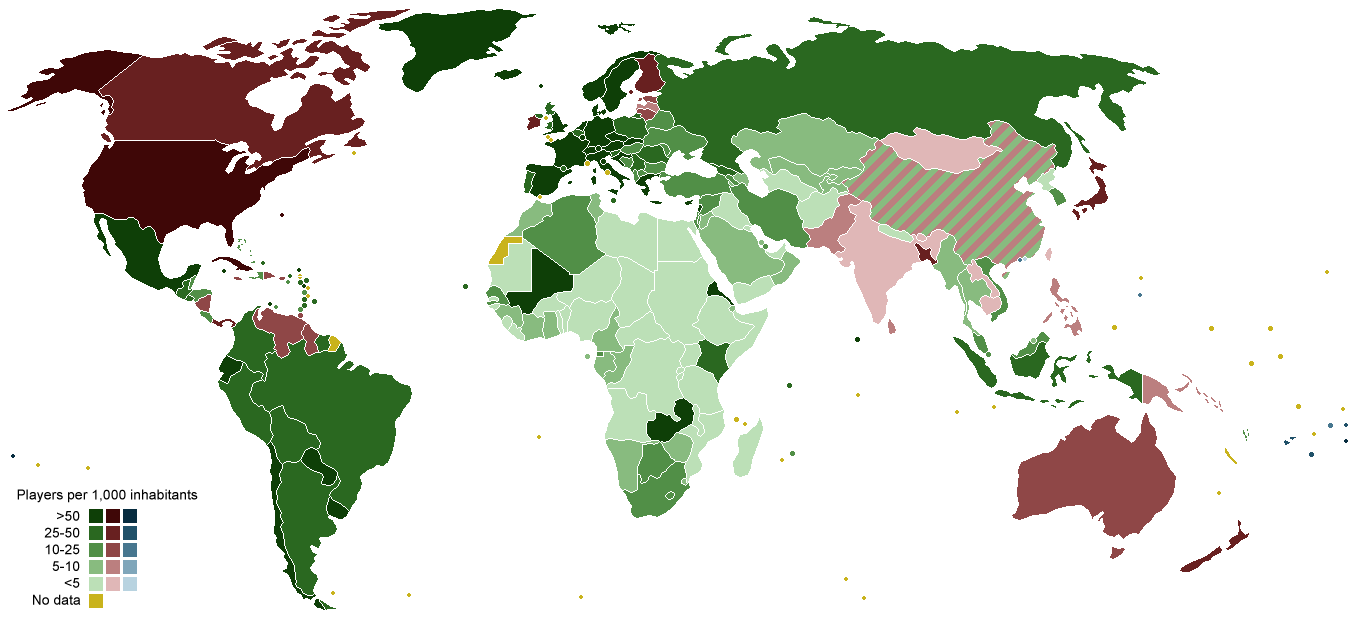
Popularita fotbalu (tmavší barva označuje vyšší popularitu, zeleně jsou vyznačeny státy, ve kterých je fotbal nejpopulárnějším sportem)

V Anglii se postupně vyvinulo několik soutěží, které přispívaly k šíření jednotných pravidel. První mezinárodní zápas proběhl mezi Anglií a Skotskem 30. listopadu 1872 a skončil bezbrankovou remízou. První mimoevropské mezinárodní fotbalové utkání se uskutečnilo 28. listopadu 1885 v Newarku mezi Spojenými státy a Kanadou, která zvítězila 0:1.
Fotbal se postupně rozšířil i na kontinent, kde je nejstarším fotbalovým mužstvem patrně švýcarský Lausanne Football and Cricket Club založený v roce 1860. Díky anglickým dělníkům pracujícím na stavbě železnice se fotbal dostal až do Jižní Ameriky, přičemž ale tato teorie rozšíření fotbalu na jihoamerický kontinent nebyla nikdy přesvědčivě doložena.
Dnes fotbal hrají profesionální fotbalisté po celém světě, mnoho dalších lidí se mu pak věnuje na amatérské či rekreační úrovni. Podle průzkumu, uspořádaného v roce 2001 mezinárodní fotbalovou federací FIFA, hraje pravidelně fotbal nejméně 240 miliónů lidí ve více než 200 zemích světa. Každoročně se celosvětově prodá více než 40 milionů fotbalových míčů. Mezi příčinami popularity fotbalu jsou bezesporu jednoduchá pravidla a naprosto minimální náročnost na vybavení.

## Oficiální pravidla
Oficiální pravidla fotbalu (Laws of the Game) se používají ve všech soutěžních utkáních. Jsou rozdělena do sedmnácti částí:

### 1. Hrací plocha

Hrací plocha

Fotbal se hraje na hrací ploše tvaru obdélníku. Délka musí být v rozmezí 90–120 m, šířka 45–90 m (pro mezinárodní utkání 100–110 × 64–75 m; konkrétní profesionální soutěže si zpravidla stanovují ještě přesnější vymezení, např. hřiště na stadionech kategorií 3–4 podle UEFA mají pevně definované rozměry 105 × 68 m). Hrací plocha je vyznačena (obvykle bílými) čárami (max. šířka čáry 12 cm): pomezní čáry vymezují delší hranu hrací plochy, kratší se nazývají brankové čáry. Hrací plocha je rozdělena na poloviny středovou čárou, v jejímž středu je vyznačena středová značka, kolem které je vyznačen středový kruh. Dále jsou na každé polovině hrací plochy u příslušné branky vyznačena pokutová území a menší branková území. Uvnitř každého pokutového území je vyznačena pokutová značka. Dále je vně pokutového území vyznačena část kruhového oblouku se středem v pokutové značce a poloměrem 9,15 m (10 yardů).
V každém rohu hrací plochy je na ohebné tyči o výšce nejméně 1,5 m umístěn praporek. Stejné praporky se obvykle umísťují i uprostřed obou pomezních čar. Kolem každého rohového praporku se na hrací ploše vyznačí čtvrtkruh. Na brankových čárách se obvykle také krátkými značkami vyznačí vzdálenost 9,15 m od rohového praporku.
Uprostřed obou brankových čar jsou umístěny branky, tvořené dvěma svislými brankovými tyčemi, které jsou nahoře spojeny břevnem. Všechny tyče musí být bílé a mají stejnou šířku (max. 12 cm), která musí být stejná jako je šířka brankové čáry. Vnitřní rozměry branky činí 7,32×2,44 m (8 yardů×8 stop). Na brankové konstrukci je připevněna síť, která musí být upevněna k tyčím, břevnům a k zemi tak, aby míč nemohl projít skrz. Síť je vypnuta dozadu tak, aby neomezovala v pohybu brankáře.

### 2. Míč

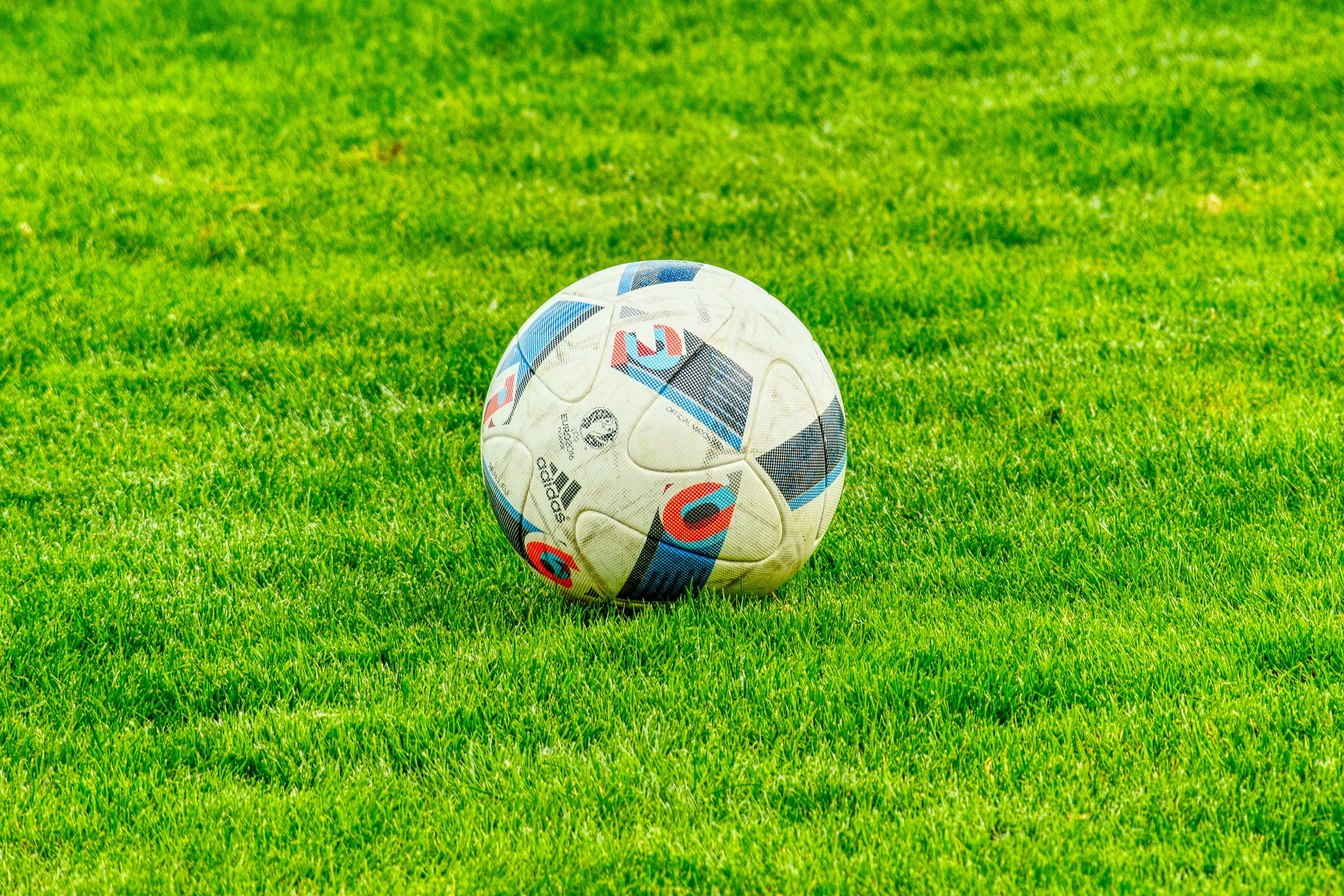
Fotbalový míč

Hraje se kulatým míčem o obvodu mezi 68 a 70 cm (průměr cca 22 cm) a hmotnosti mezi 410 a 450 g (na začátku utkání). Při zápasech na profesionální úrovni je obvykle připraveno více míčů, čímž se zamezuje zdržování hry způsobeném např. hledáním zakopnutého míče.

### 3. Hráči
Utkání hrají dvě družstva, z nichž každé má nejvýše jedenáct hráčů, ze kterých je jeden hráč označen jako brankář. K zápasu je možno nominovat také náhradníky (jejich počet závisí na pravidlech konkrétní soutěže či předzápasové dohodě), z nichž mohou být ve vrcholných soutěžích do hry nasazeni nejvýše tři. (Kvůli zhuštěnému hracímu kalendáři způsobenému pandemií covidu-19 je dočasně toto pravidlo upravena tak, že je ve vrcholových soutěžích dovoleno až pět střídajících hráčů (ovšem jen při třech příležitostech ke střídání mimo poločasovou přestávku), v případě prodloužení pak celkem šest.) Střídání hráčů probíhá pouze v přerušené hře se souhlasem rozhodčího. Jednou vystřídaný hráč se v témže utkání už nesmí zúčastnit hry. V libovolném přerušení hry si může libovolný hráč na hřišti se souhlasem rozhodčího vyměnit místo s brankářem.
Pokud v průběhu hry klesne z libovolných důvodů (vyloučení, zranění apod.) počet hráčů v jednom mužstvu pod sedm, je utkání předčasně ukončeno.

### 4. Výstroj hráčů
Hráči nesmějí nosit žádnou nebezpečnou výstroj, výslovně je zakázáno nošení šperků, náramků, náušnic apod. Všichni hráči jsou povinni mít následující výstroj:
- dres s rukávy – barvy dresů obou týmů se musí dostatečně odlišovat navzájem i od dresů rozhodčích; většina týmů má proto alespoň dvě sady dresů odlišné barvy; brankáři mají barvu dresů odlišnou od ostatních hráčů, rozhodčího i jeho asistentů;
- trenýrky (brankáři mohou nosit tepláky);
- stulpny (podkolenky) – zakrývají chrániče;
- chrániče holení;
- obuv – zpravidla speciální fotbalová obuv, tzv. kopačky, které mají na podrážce kolíky nebo špunty bránící podklouznutí.

### 5. Rozhodčí
Každé utkání řídí rozhodčí, který má na hřišti neomezenou pravomoc k uplatňování pravidel. Je vybaven píšťalkou, kterou může přerušit hru v případě porušení pravidel nebo padnutí branky. Dále má u sebe dvě kartičky žluté a červené barvy, kterými signalizuje potrestání hráče, hodinky pro měření času utkání a nějaký prostředek pro uchovávání záznamů o utkání.

### 6. Ostatní rozhodčí

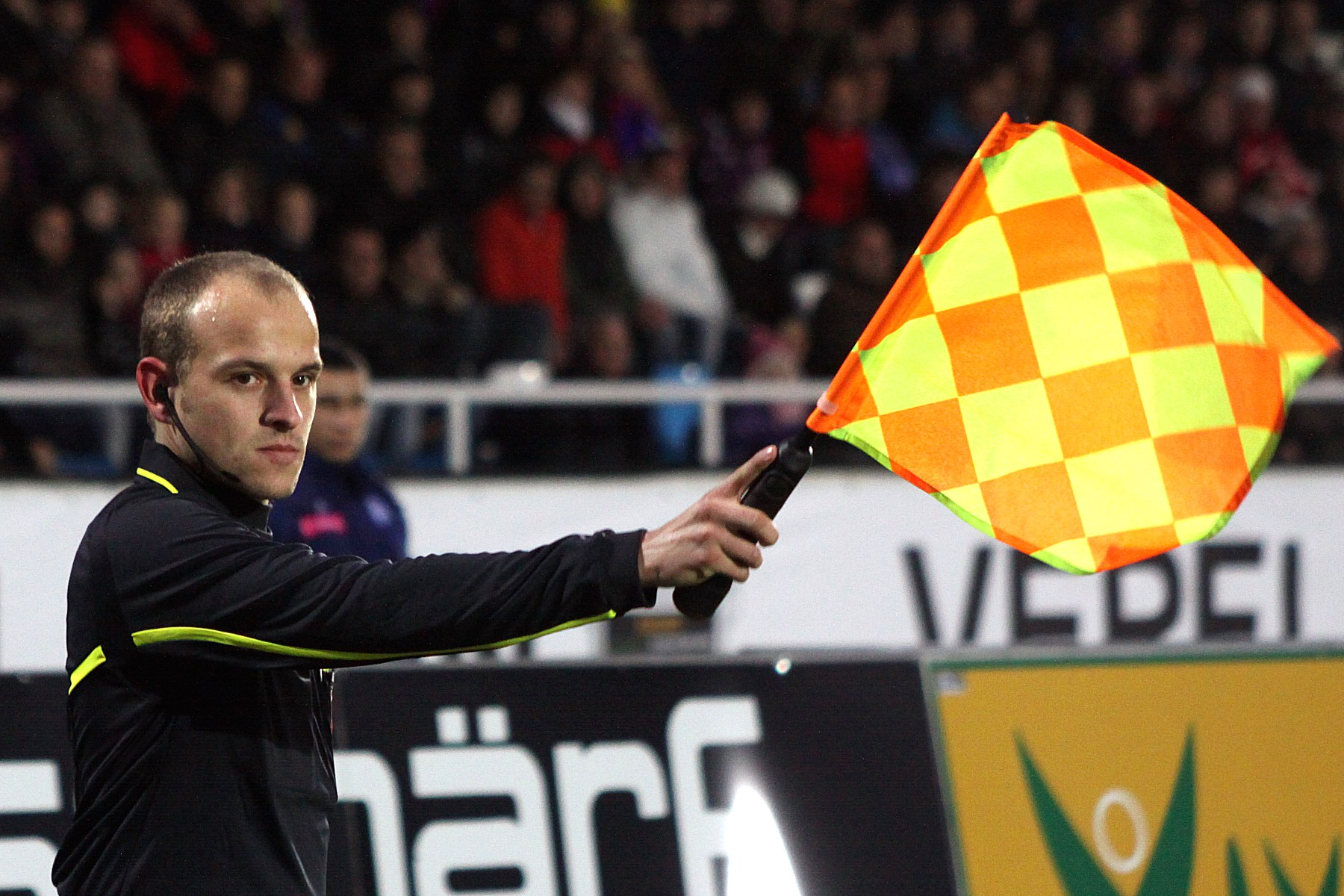
Asistent rozhodčího signalizuje praporkem ofsajd

Každého utkání se účastní dva asistenti rozhodčího, kteří se pohybují podél pomezních čar těsně za okrajem hřiště; jejich úkolem je pomocí praporku signalizovat rozhodčímu:
- když míč opustí hrací plochu a které družstvo má provádět kop z rohu, kop od branky nebo vhazování,
- kdy má být hráč potrestán za ofsajd,
- když je nějaké mužstvo připraveno střídat,
- při pokutovém kopu přestupky brankáře.

Mohou také rozhodčímu pomáhat v případě, že mají o nějakém přestupku lepší přehled než rozhodčí, nebo v případě nesportovního chování či jiných událostí, ke kterým došlo mimo zorné pole rozhodčího.
V některých soutěžích pak působí i další rozhodčí: Čtvrtý rozhodčí se pohybuje mezi lavičkami týmů, řídí proceduru střídání, oznamuje dobu, kterou rozhodčí nastaví nad rámec základní hrací doby, a dohlíží na chování osob v technické zóně. Brankoví rozhodčí mají stojí vedle obou branek a signalizují rozhodčímu, zda míč přešel celým objemem brankovou čáru, které družstvo má provádět kop z rohu nebo od branky a při pokutových kopech přestupky brankáře.
V utkáních některých vrcholných soutěží působí také video asistent rozhodčího (a případně jeho asistent), který s pomocí televizní techniky a opakovaných záběrů může rozhodčího upozornit na jeho jasné chyby či přehlédnutí závažných situací.

### 7. Doba hry
Utkání se hraje na dva poločasy o 45 minutách. Mezi oběma poločasy je 15minutová přestávka. Doba hry se měří včetně času, kdy je míč ze hry. Za dobu zameškanou střídáním hráčů, zdržováním hry apod. může rozhodčí každý poločas nastavit. Poločas se musí prodloužit také v případě, že má jedno z mužstev kopat pokutový kop.
V dětských a mládežnických kategoriích se používá kratší doba hry – u mladšího dorostu a dorostenek má každý poločas 40 minut (u staršího dorostu se již hraje plná délka), u starších žáků a u žákyň 35 minut, mladší žáci hrají 2×35 nebo 2×30 minut, starší přípravky hrají 3×16–20 nebo 2×25 minut, mladší pak 3×12–16 nebo 2×20 minut.

### 8. Zahájení a navazování hry

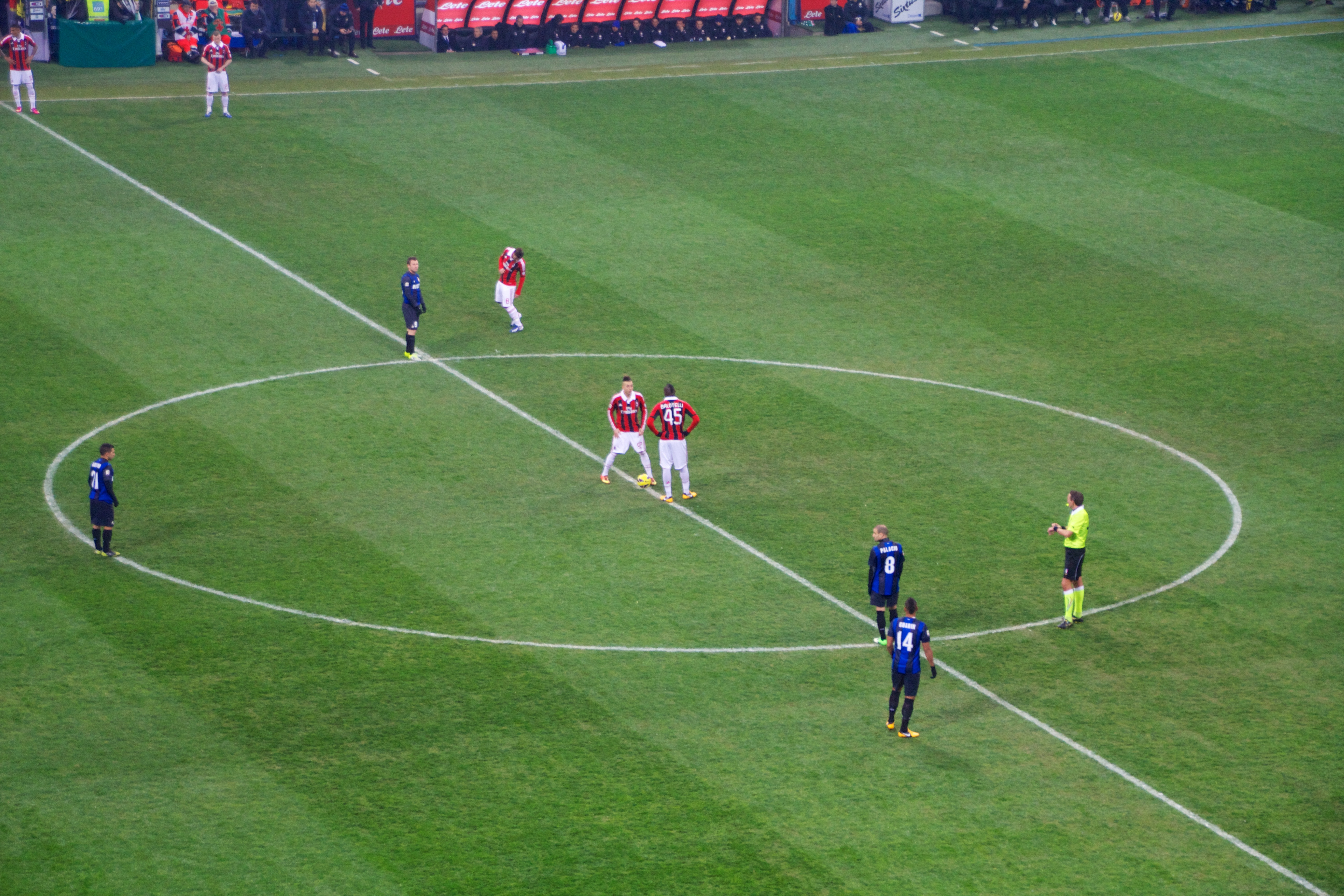
Výkop na začátku utkání

Před začátkem utkání rozhodčí losuje mincí, přičemž vítězný kapitán si může zvolit, že chce zahajovat hru výkopem, případně si zvolit polovinu hrací plochy; pokud si zvolil provádět výkop, vybere si druhé družstvo, na kterou branku chce v prvním poločase útočit. Po poločasové přestávce si družstva poloviny hrací plochy vymění a výkop provádí to družstvo, které ho v prvním poločase neprovádělo.
Na začátku každého poločasu a po dosažení každé branky se hra zahajuje či navazuje pomocí výkopu. Před ním musí být všichni hráči na své polovině hrací plochy, míč je umístěn na středovou značku a poté, co rozhodčí dá znamení, rozehraje hráč příslušného mužstva. Hráči soupeřova mužstva musí do té doby zůstat mimo středový kruh.
Po dosažení branky rozehrává výkopem to mužstvo, které branku obdrželo.
Pokud byla hra přerušena ze zvláštních důvodů (např. zranění hráče, vniknutí diváka na hrací plochu apod.), navazuje se míčem rozhodčího. Ten se provádí tak, že rozhodčí z ruky nechá spadnout míč na zem; jakmile se míč dotkne země, je ve hře.

### 9. Míč ve hře a míč ze hry
Míč je ze hry, jestliže buď přešel (na zemi nebo ve vzduchu) úplně (celým objemem, tzn. úplně celý míč musí být zcela za vnějším okrajem příslušné čáry) brankovou nebo pomezní čáru, nebo v případě, že rozhodčí přeruší hru. Míč je ze hry také v případě, že se dotkne rozhodčího a v důsledku toho dojde ke vstřelení branky, založení útočné akce nebo se míče zmocní druhé družstvo. V každou jinou dobu je míč ve hře.

### 10. Určení výsledku utkání
Branky je dosaženo ve chvíli, kdy míč úplně (celým objemem) přejde brankovou čáru mezi brankovými tyčemi a pod břevnem a útočící mužstvo před tím neporušilo žádné pravidlo. Družstvo, které v průběhu utkání dosáhlo vyššího počtu branek, je vítězem utkání. Pokud obě mužstva dosáhla stejného počtu branek, je výsledek utkání nerozhodný. V některých soutěžích není nerozhodný výsledek přípustný. V takovém případě příslušný soutěžní řád určuje, jak se dále postupuje, což může být prodloužením doby hry, prováděním kopů z pokutové značky nebo vyšší hodnotou branek vstřelených mužstvem hostí.

### 11. Ofsajd

Příklad ofsajdu

Pokud se některý hráč nachází na soupeřově polovině, blíže soupeřově brankové čáře než míč a než předposlední hráč soupeře, je v ofsajdové pozici. Ta není sama o sobě porušením pravidel. Pokud se však hráč v ofsajdové pozici ve chvíli, kdy se míče dotkne některý z jeho spoluhráčů, aktivně zapojuje do hry (tím, že zasahuje do hry hraním míče, ovlivňuje soupeře, nebo získává ze svého postavení výhodu tím, že hraje odražený míč), je v ofsajdu. V takové situaci rozhodčí (obvykle na základě signalizace asistenta) přeruší hru, kterou naváže soupeř nepřímým volným kopem z místa, kde byl provinivší se hráč ve chvíli přestupku. Ofsajd se netrestá v situaci, kdy hráč dostane míč přímo z kopu od branky, z vhazování, nebo z kopu z rohu.

### 12. Přestupky a provinění
Když se některý hráč na hrací ploše v době, kdy je míč ve hře, dopustí vůči soupeři způsobem, který je podle názoru rozhodčího nedbalý, bezohledný nebo je proveden s použitím nepřiměřené síly, dopustí některého z dále vyjmenovaných přestupků, nařídí rozhodčí proti jeho mužstvu přímý volný kop:
- vrazí do soupeře,
- skočí na soupeře,
- kopne nebo se pokusí kopnout soupeře,
- strčí do soupeře,
- udeří nebo se pokusí udeřit soupeře,
- nedovoleně zastaví soupeře,
- podrazí nebo se pokusí podrazit soupeře.

Stejně tak se přímý volný kop nařídí, pokud hráč v době, kdy je míč ve hře:
- hraje míč rukou, vyjma brankáře v jeho vlastním pokutovém území,
- drží soupeře,
- brání soupeři v pohybu, přičemž dojde ke kontaktu,
- někoho kousne nebo na někoho plivne,
- hodí předmět na míč, soupeře či rozhodčího.

V takovém případě se přímý volný kop provádí z místa, na kterém k přestupku došlo. Pokud se hráč ve chvíli, kdy je míč ve hře, dopustí jednoho z těchto přestupků ve vlastním pokutovém území (bez ohledu na místo, kde je v tu chvíli míč), nařídí rozhodčí proti jeho mužstvu namísto toho pokutový kop.
Pokud se některý hráč v době, kdy je míč ve hře, dopustí některého z dále vyjmenovaných přestupků, nařídí rozhodčí proti jeho mužstvu nepřímý volný kop:
- hraje nebezpečným způsobem,
- brání soupeři v pohybu (ale aniž by došlo ke kontaktu),
- projevuje nesouhlas s rozhodnutím rozhodčího, používá slovní útoky, útočné, urážlivé nebo vulgární výrazy nebo gesta,
- znemožňuje brankáři, který má míč v rukou, aby se míče zbavil,
- dopustí se nějakého jiného přestupku, za který rozhodčí udělí osobní trest.

Nepřímý volný kop se nařizuje také v případě, že se brankář ve vlastním pokutovém území dopustí některého z těchto přestupků:
- má míč v rukou pod kontrolou déle než šest sekund,
- rukou se míče dotkne znovu poté, co se jej zbavil a míče se mezitím nedotkl jiný hráč,
- rukou se dotkne míče poté, co mu jej úmyslně nohou přihraje spoluhráč nebo ho obdržel přímo z vhazování spoluhráče.

Nepřímý volný kop se provádí z místa, kde k přestupku došlo. Volný kop (přímý či nepřímý) nařízený ve prospěch mužstva v jeho vlastním brankovém území se smí provést z libovolného místa uvnitř tohoto území. Nepřímý volný kop nařízený proti mužstvu v jeho brankovém území se provádí z nejbližšího místa na delší hraně tohoto území.

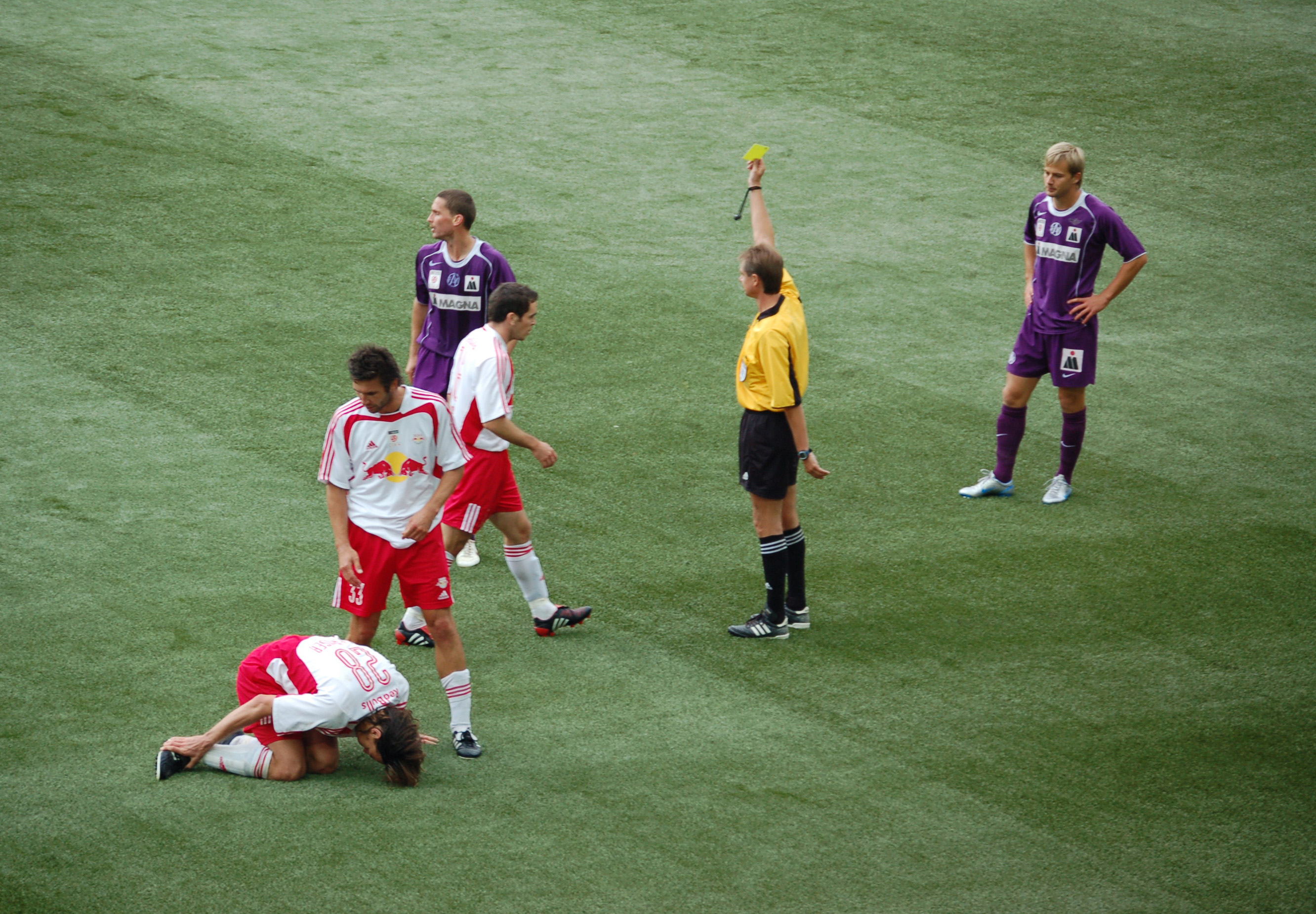
Napomenutí hráče žlutou kartou

Hráče nebo náhradníka může rozhodčí napomenout tím, že mu ukáže žlutou kartu, když se hráč dopustí jednoho z následujících přestupků:
- zdržuje navázání hry,
- slovy nebo jednáním projevuje nespokojenost nebo protestuje,
- bez souhlasu rozhodčího vstoupí na hrací plochu nebo ji opustí,
- nedodrží předepsanou vzdálenost při provádění volného kopu, kopu z rohu, vhazování nebo míče rozhodčího,
- soustavně porušuje pravidla,
- chová se nesportovně (sem spadá i přestupek, kdy hráč přestupkem zmaří zjevnou brankovou možnost soupeře),
- vstoupí do prostoru určeného pro přezkoumání videa rozhodčím,
- nepřiměřeně se domáhá přezkoumání videozáznamu.

Rozhodčí musí vyloučit hráče ze hry (přičemž mu ukáže červenou kartu) v případě, že se dopustí jednoho z následujících přestupků:
- zabrání soupeřovu družstvu dosáhnout branky nebo zmaří jeho zjevnou možnost dosáhnout branky tím, že zahraje míč rukou (netýká se brankáře v jeho pokutovém území),
- zmaří soupeřovu zjevnou možnost dosáhnout branky tím, že soupeře útočícího na branku zastaví přestupkem, za nějž se nařizuje volný přímý kop, popř. pokutový kop,
- hraje surově,
- kousne nebo plivne na soupeře či jinou osobu,
- chová se hrubě nesportovně,
- použije pohoršujících, urážlivých či ponižujících výroků nebo gest,
- během utkání je podruhé napomenut žlutou kartou,
- vstoupí na pracoviště video asistenta rozhodčího.

Vyloučený hráč musí opustit prostor hřiště (i lavičku náhradníků).
Napomenuti, případně vyloučeni, mohou být i náhradníci, vystřídaní hráči a funkcionáři družstva vyskytující se na lavičce náhradníků, pokud jejich chování odporuje pravidlům.

### 13. Volné kopy

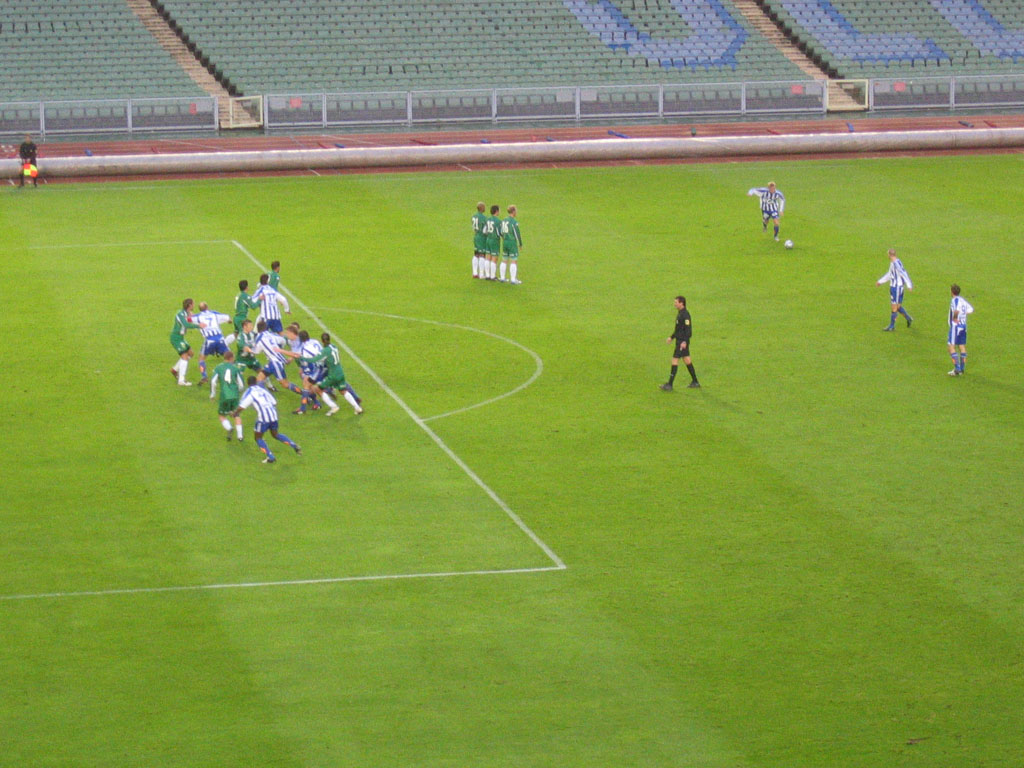
Přímý volný kop

Existují dva druhy volných kopů: přímé volné kopy a nepřímé volné kopy. Pokud se přímo po provedení přímého volného kopu dostane míč do soupeřovy branky, branka platí. Pokud se dostane přímo do vlastní branky, branka neplatí a hra se naváže kopem z rohu ve prospěch soupeřova mužstva.
Nepřímý volný kop rozhodčí signalizuje paží zvednutou nad hlavu, kterou tam drží do té doby, než se některý z hráčů po provedení kopu dotkne míče, nebo než je míč ze hry. Branky může být z nepřímého volného kopu dosaženo jen tehdy, dotkl-li se míče po jeho rozehrání alespoň jeden další hráč před tím, než míč přejde do branky. Pokud míč skončí přímo z nepřímého volného kopu v brance, aniž by se ho kdokoli další dotkl, branka neplatí a hra se naváže kopem od branky, resp. kopem z rohu, pokud by míč skončil v brance mužstva, které kop provádělo.
Před provedením volného kopu musí být všichni hráči soupeře vzdáleni od míče nejméně 9,15 m, dokud se míč nepohne, čímž je uveden do hry. Pokud je nepřímý volný kop prováděn v soupeřově pokutovém území, nemusí ti hráči soupeře, kteří stojí na brankové čáře mezi tyčemi branky, dodržovat předepsanou vzdálenost 9,15 m. Pokud alespoň tři hráči soupeře sestavují při provádění volného kopu tzv. zeď (aby bránili přímé střele do branky), musí hráči družstva provádějícího kop zůstat alespoň metr od této zdi do chvíle, než je míč ve hře.
Pokud bránící hráči nedodrží předepsanou vzdálenost od míče, nechá rozhodčí kop opakovat (a hráče, který vzdálenost nedodržel, napomene žlutou kartou). Hráč, který rozehrává volný kop, se míče nesmí znovu dotknout do chvíle, než míčem zahraje jiný hráč nebo je míč ze hry, jinak rozhodčí nařídí proti jeho mužstvu nepřímý volný kop.

### 14. Pokutový kop

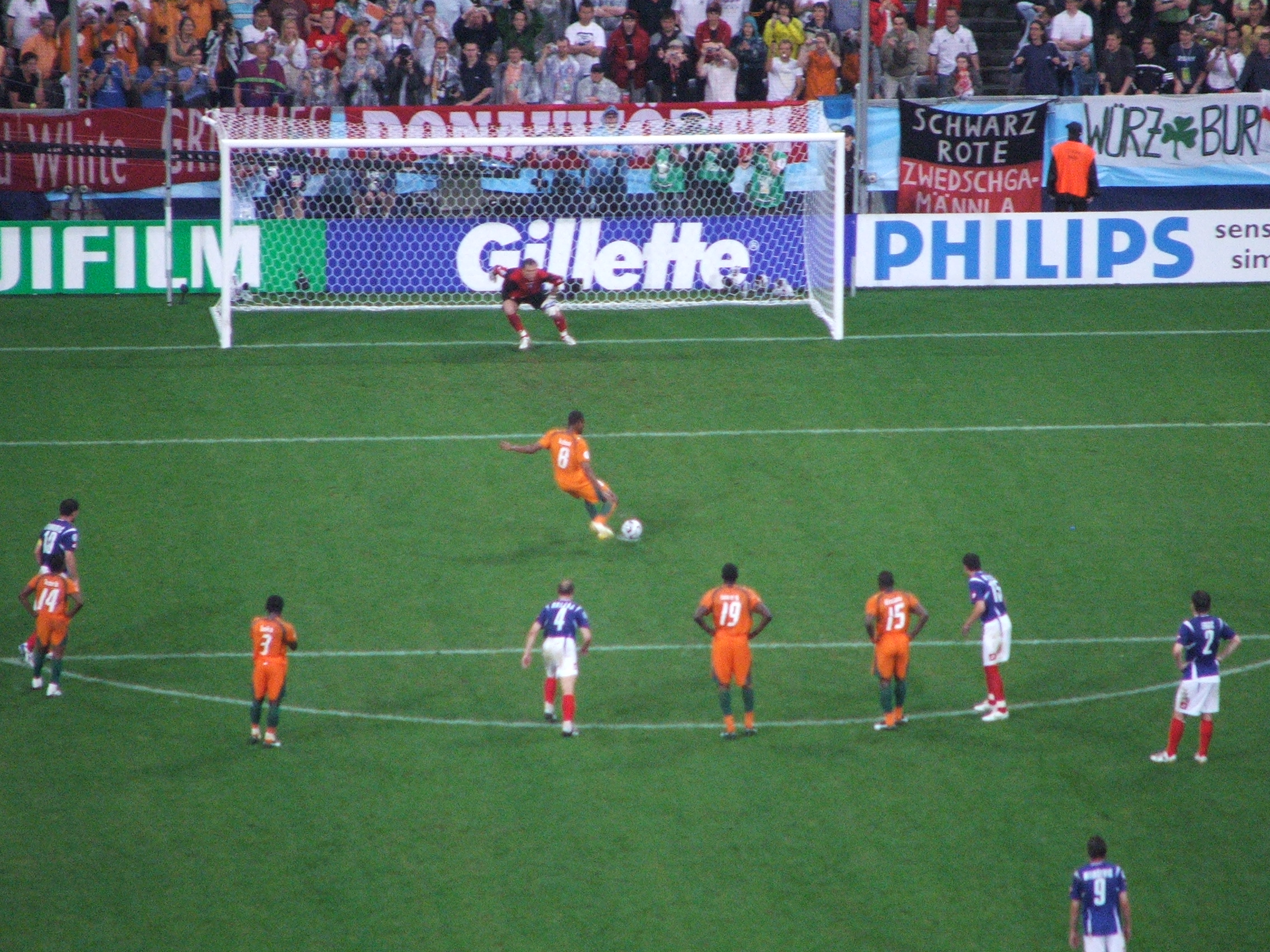
Pokutový kop (MS 2006, zápas Pobřeží slonoviny – Srbsko a Černá Hora

Pokutový kop se proti mužstvu nařídí v případě, že se hráč tohoto mužstva dopustí ve vlastním pokutovém území v době, kdy je míč ve hře, jednoho z přestupků jinak trestaných přímým volným kopem. Z pokutového kopu lze přímo dosáhnout branky. Pokud je pokutový kop nařízen těsně před ukončením poločasu, nastaví rozhodčí dobu hry tak, aby tento kop mohl být proveden.
Pokutový kop se provádí tak, že se míč umístí na pokutovou značku a jeden z hráčů mužstva provádějícího pokutový kop je jasně a zřetelně určen k jeho vykonání. Brankář bránícího mužstva musí stát v brance na brankové čáře alespoň jednou nohou do chvíle, než je míč ve hře. Ostatní hráči musí být na hrací ploše, mimo pokutové území, nejméně 9,15 m od míče (tzn. mimo vyznačený oblouk) a za pokutovou značkou (tzn. dále od brankové čáry, než je pokutová značka). K provedení pokutového kopu dá rozhodčí signál. Hráč provádějící pokutový kop se nesmí v rozběhu zastavit nebo jiným obdobným způsobem oklamat soupeřova brankáře. Míč je ve hře, jakmile se po provedení kopu pohne kupředu. Hráč provádějící pokutový kop se míče nesmí podruhé dotknout dříve, než se ho dotkne jiný hráč.
Pokud jsou při provádění kopu porušena pravidla hráčem bránícího mužstva, pak rozhodčí uzná branku v případě, že byla dosažena, jinak nechá kop opakovat. Pokud pravidla poruší hráč útočícího mužstva a je dosaženo branky, nechá rozhodčí kop opakovat, jinak nechá pokračovat ve hře. Pokud pravidla poruší hráči obou mužstev, nechá rozhodčí kop opakovat.

### 15. Vhazování
Pokud je hra přerušena tím, že míč přešel pomezní čáru, je hra navázána vhazováním. To provede z místa, kde míč čáru přešel, hráč družstva, jehož hráč se míče nedotkl jako poslední. Přímo z vhazování nemůže být dosaženo branky. Rozehrávající hráč se postaví oběma nohama za pomezní čáru a oběma rukama hodí přes hlavu míč do hrací plochy (pokud vhazování provede nesprávně, provede vhazování hráč soupeře). Poté se nesmí míče dotknout do té doby, než se jej dotkne alespoň jeden další hráč. Míč je ve hře okamžitě, jakmile se dostane na hrací plochu. Hráči soupeře musí při vhazování stát nejméně 2 metry od místa, odkud se vhazování provádí.

### 16. Kop od branky
Pokud je hra přerušena tím, že míč přešel brankovou čáru poté, co se jej naposledy dotkl hráč útočícího družstva, ale přitom nebylo dosaženo branky, naváže se hra kopem od branky. Přímo z kopu od branky je možno dosáhnout branky (ovšem ne vlastní). Kop se provede tak, že se míč položí na libovolné místo uvnitř brankového území a libovolný hráč bránícího mužstva jej rozehraje. Poté se nesmí míče podruhé dotknout dříve, než se jej dotkne jiný hráč. Dokud míč není ve hře, musí všichni hráči soupeře zůstat mimo pokutové území. Míč je ve hře, jakmile se po provedení kopu pohne.

### 17. Kop z rohu

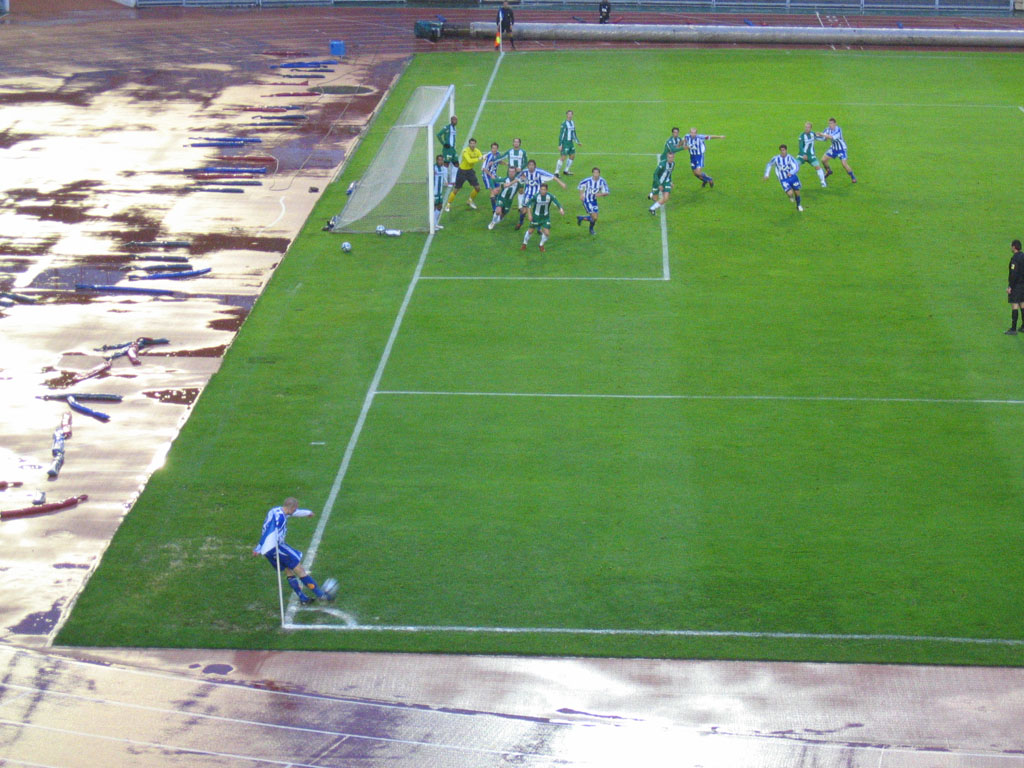
Rohový kop

Pokud je hra přerušena tím, že míč přešel brankovou čáru poté, co se jej naposledy dotkl hráč bránícího družstva, ale přitom nebylo dosaženo branky, naváže se hra kopem z rohu. Přímo z kopu z rohu je možno dosáhnout branky (ovšem ne vlastní). Kop se provede tak, že se míč položí na libovolné místo uvnitř rohového čtvrtkruhu u nejbližšího rohového praporku a libovolný hráč útočícího mužstva jej rozehraje. Poté se nesmí míče znovu dotknout dříve, než se jej dotkne jiný hráč. Dokud míč není ve hře, nesmí se žádný hráč soupeře přiblížit k míči na vzdálenost menší než 9,15 m. Míč je ve hře, jakmile se po provedení kopu pohne.

## Asociace
Fotbal (stejně tak i některé příbuzné sporty jako futsal a plážový fotbal) spravuje mezinárodní fotbalová federace FIFA (Fédération Internationale de Football Association), která sdružuje národní fotbalové asociace. FIFA pod sebou má šest regionálních konfederací:
- Evropa: UEFA (Union of European Football Associations)
- Jižní Amerika: CONMEBOL (Confederación Sudamericana de Fútbol)
- Severní a střední Amerika a Karibik: CONCACAF (Confederation of North, Central American and Caribbean Association Football)
- Afrika: CAF (Confederation of African Football)
- Asie: AFC (Asian Football Confederation)
- Oceánie: OFC (Oceania Football Confederation)

V jednotlivých státech (či jejich částech) fotbal spravují příslušné národní asociace; v Česku je tímto orgánem Fotbalová asociace České republiky (FAČR).
Samotná pravidla fotbalu neudržuje přímo FIFA, ale specializovaná mezinárodní komise IFAB (International Football Association Board).

## Soutěže
Ve fotbalu probíhá velké množství soutěží jak mezinárodních, tak v jednotlivých státech či jejich částech.

### Mezinárodní soutěže
Na mezinárodní úrovni spolu zápasí jednak reprezentační družstva jednotlivých států (téměř všechny státy mají vlastní fotbalové reprezentace), jednak soukromé fotbalové kluby z různých zemí.
Nejvyšší mezinárodní soutěží reprezentací je mistrovství světa, pořádané každé čtyři roky, na jehož závěrečném turnaji soutěží 32 družstev, vybraných kvalifikací z více než 200 členských států FIFA. Fotbalový turnaj je také součástí programu letních olympijských her; v současnosti se však tohoto turnaje účastní mládežnická mužstva hráčů do 23 let, takže turnaj nemá tak vysokou prestiž jako mistrovství světa.
Po mistrovství světa nejvýznamnějšími reprezentačními soutěžemi jsou regionální mistrovství pořádaná jednotlivými konfederacemi. Jedná se o mistrovství Evropy (EURO), Copa América, Africký pohár národů, Mistrovství Asie ve fotbale, Zlatý pohár CONCACAF a Oceánský pohár národů.
Regionální konfederace také pořádají nejvýznamnější klubové soutěže. Těch se účastní vítězové národních lig a pohárů (případně také účastníci na dalších místech). Sem patří Liga mistrů UEFA,Evropská liga UEFA  a Evropská Konferenční Liga v Evropě, Pohár osvoboditelů v Jižní Americe, Liga mistrů AFC v Asii, Liga mistrů CAF v Africe, Liga mistrů CONCACAF v Severní Americe a Liga mistrů OFC v Oceánii. Vítěz Ligy mistrů UEFA a Poháru osvoboditelů se každoročně utkávali v zápase o Interkontinentální pohár, od roku 2005 jej však nahradilo mistrovství světa fotbalových klubů.

### Národní soutěže
Většina národních asociací pořádá národní soutěže, ve větších státech se zpravidla jedná nejméně o dvě soutěže lišící se formátem: jednou je ligová soutěž rozdělená podle výkonnosti, v každé výkonnostní skupině se hraje systémem „každý s každým“ a o vítězi rozhodují body v tabulce zápasů; nejvýše umístěné týmy mohou postoupit do vyšší soutěže, nejnižší naopak sestoupit o úroveň níže. Druhou soutěží bývá národní pohár, kterého se za rovných podmínek mohou účastnit všechny týmy splňující jistou minimální výkonnostní úroveň, hraje se vyřazovacím systémem – vítěz postupuje do dalšího kola soutěže, tým, který prohrál, v soutěži pro daný ročník končí.
V Česku je nejvyšší ligovou soutěží první liga, vedle toho existuje pohár (v současnosti označovaný jako MOL Cup).
Mezi nejslavnější ligové soutěže světa patří anglická Premier League, španělská Primera división, italská Serie A, německá Bundesliga, francouzská Ligue 1 Orange či brazilská Série A.
Mezi známé národní poháry patří například anglický FA Cup, nejstarší fotbalová soutěž na světě.

#### Systém soutěží v Česku
Soutěže mužských fotbalových klubů v Česku jsou rozděleny do několika úrovní. Na nejvyšší úrovni jsou celostátní profesionální soutěže (1. a 2. liga), na nejnižší úrovni jsou III. a IV. třídy, organizované regionálně (okresními fotbalovými svazy).
|     | Soutěže řízené Ligovou fotbalovou asociací (profesionální)                      | Soutěže řízené Ligovou fotbalovou asociací (profesionální) | Soutěže řízené Ligovou fotbalovou asociací (profesionální) | Soutěže řízené Ligovou fotbalovou asociací (profesionální) | Soutěže řízené Ligovou fotbalovou asociací (profesionální) |
| --- | ------------------------------------------------------------------------------- | ---------------------------------------------------------- | ---------------------------------------------------------- | ---------------------------------------------------------- | ---------------------------------------------------------- |
| 1.  | 1. liga                                                                         | 1. liga                                                    | 1. liga                                                    | 1. liga                                                    | 1. liga                                                    |
| 2.  | Národní liga                                                                    | Národní liga                                               | Národní liga                                               | Národní liga                                               | Národní liga                                               |
|     | Soutěže řízené řídící komisí pro Čechy                                          | Soutěže řízené řídící komisí pro Čechy                     | Soutěže řízené řídící komisí pro Čechy                     | Soutěže řízené řídící komisí pro Moravu                    | Soutěže řízené řídící komisí pro Moravu                    |
| 3.  | Česká fotbalová liga                                                            | Česká fotbalová liga                                       | Česká fotbalová liga                                       | Moravskoslezská fotbalová liga                             | Moravskoslezská fotbalová liga                             |
| 4.  | Divize A                                                                        | Divize B                                                   | Divize C                                                   | Divize D                                                   | Divize E                                                   |
|     | Soutěže řízené krajskými fotbalovými svazy a Pražským fotbalovým svazem         |                                                            |                                                            |                                                            |                                                            |
| 5.  | Krajské přebory a Pražský přebor                                                | Krajské přebory a Pražský přebor                           | Krajské přebory a Pražský přebor                           | Krajské přebory a Pražský přebor                           | Krajské přebory a Pražský přebor                           |
| 6.  | Fotbalové I. A třídy                                                            | Fotbalové I. A třídy                                       | Fotbalové I. A třídy                                       | Fotbalové I. A třídy                                       | Fotbalové I. A třídy                                       |
| 7.  | Fotbalové I. B třídy                                                            | Fotbalové I. B třídy                                       | Fotbalové I. B třídy                                       | Fotbalové I. B třídy                                       | Fotbalové I. B třídy                                       |
|     | Soutěže řízené okresními fotbalovými svazy a v Praze Pražským fotbalovým svazem |                                                            |                                                            |                                                            |                                                            |
| 8.  | II. třídy (okresní přebory) a Pražská II. třída                                 | II. třídy (okresní přebory) a Pražská II. třída            | II. třídy (okresní přebory) a Pražská II. třída            | II. třídy (okresní přebory) a Pražská II. třída            | II. třídy (okresní přebory) a Pražská II. třída            |
| 9.  | III. třídy                                                                      | III. třídy                                                 | III. třídy                                                 | III. třídy                                                 | III. třídy                                                 |
| 10. | IV. třídy (není ve všech okresech)                                              | IV. třídy (není ve všech okresech)                         | IV. třídy (není ve všech okresech)                         | IV. třídy (není ve všech okresech)                         | IV. třídy (není ve všech okresech)                         |

Pohárovou soutěží, která se hraje v Česku, je Pohár FAČR (dříve Pohár ČMFS).